# Planetarium i Obserwatorium Astronomiczne w Grudziądzu

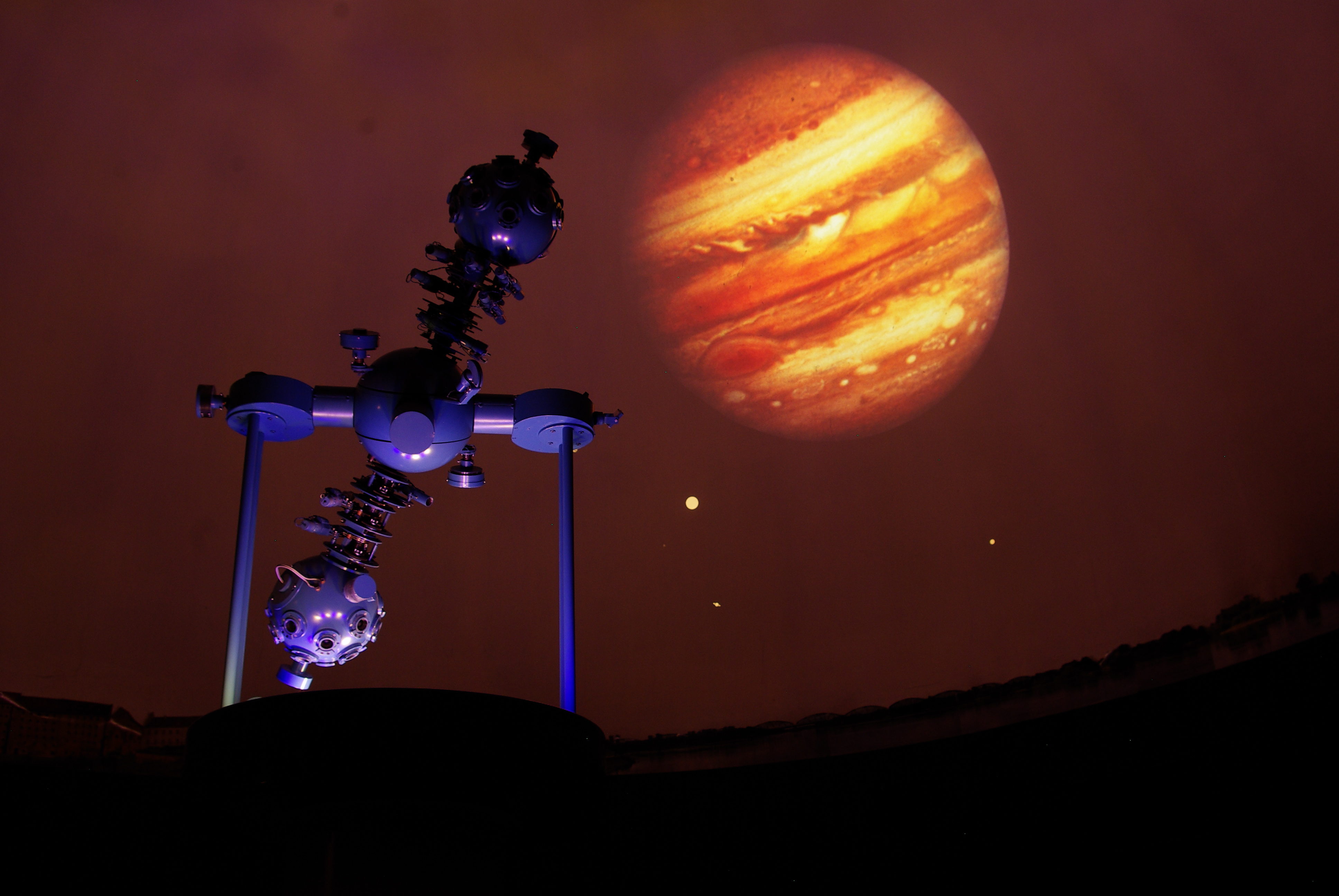
Projektor ZKP2P zamontowany w grudziądzkim planetarium.

Planetarium i Obserwatorium Astronomiczne im. Mikołaja Kopernika w Grudziądzu – planetarium, którego oficjalna nazwa w momencie otwarcia brzmiała: Ludowe Obserwatorium Astronomiczne i Planetarium (LOAiP), zostało powołane w 1964, uchwałą Walnego Zjazdu Delegatów Polskiego Towarzystwa Miłośników Astronomii w Krakowie. Istniało wówczas w Polsce tylko jedno duże planetarium: Śląskie w Chorzowie.
Dzięki zbliżającej się okrągłej rocznicy 500-lecia urodzin Mikołaja Kopernika, padło hasło: „Co najmniej 5 planetariów i obserwatoriów astronomicznych na 500-lecie”. Kopernik kojarzył się wówczas Polakom przede wszystkim jako astronom, również jako lekarz czy prawnik. Mniej lub wcale jako ekonomista, a o pobycie Mikołaja Kopernika w Grudziądzu nie mówiło się wcale. Komisja Budowy LOAiP nie brała więc w ogóle pod uwagę Grudziądza, w którym nie było przecież nawet Oddziału PTMA. W 1968 powstało w Grudziądzu Polskie Towarzystwo Miłośników Astronomii (na początku jako Sekcja Oddziału toruńskiego, później samodzielny Oddział) z inicjatywy miłośnika astronomii Jerzego Szwarca. Towarzystwo to rozpoczęło działalność astronomiczną, organizowało pierwsze w tym mieście Dni Astronomii, mające na celu popularyzację sylwetki i działalności Mikołaja Kopernika. W tym samym roku Grudziądz zostaje miastem kopernikowskim: decyzją Rady Kultury i Sztuki włączony zostaje do Szlaku Kopernikowskiego, dołącza do takich miast jak: Toruń, Frombork, Kraków, Olsztyn i Lidzbark Warmiński. W styczniu 1971 zapada decyzja budowy LOAiP na gmachu grudziądzkiego Technikum Chemicznego i Elektrycznego. Budowa trwała siedem miesięcy. Oddanie LOAiP do użytku nastąpiło w marcu 1972.
Filarem grudziądzkiego Planetarium i Obserwatorium Astronomicznego była i jest Małgorzata Śróbka-Kubiak, która jako kierownik jednostki pracowała tam w latach 1972–2005. Obecnie kierownikiem PiOA jest Sebastian Soberski. Od 1972 roku, w ciągu 35 lat działalności polegającej na popularyzowaniu astronomii, grudziądzkie Planetarium i Obserwatorium Astronomiczne odwiedziło ponad 250 tysięcy osób.
Grudziądzkie Planetarium i Obserwatorium Astronomiczne jest też organizatorem Ogólnopolskiego Młodzieżowego Seminarium Astronomicznego (OMSA) im. prof. Roberta Głębockiego. W 2009 roku odbył się już dwudziesty piąty finał tego konkursu.
Podstawową formą działalności Planetarium są projekcje dydaktyczne dla szkół różnych typów w ramach nauczania przyrody, geografii i fizyki, również dla przedszkolaków. Rocznie odwiedza Planetarium ok. 8000 osób.

## Obserwatorium
Uzupełnieniem planetarium, jest obserwatorium astronomiczne. Kopuła obserwatorium jest obrotowa, ma średnicę 4 metrów i od 1986 otwierana jest automatycznie. Pośrodku stoi teleskop zwierciadlany Meniscas (Maksutowa Cassegraina) produkcji Zeissa, o średnicy obiektywu 150 mm i ogniskowej 2250 mm. Komplet okularów o ogniskowej od 40 do 6 mm umożliwia stosowanie powiększeń od 56 do 375 razy. Zasięg wizualny teleskopu wynosi 12,3m.
Wokół kopuły obserwatorium znajduje się taras obserwacyjny, na którym ustawiany jest teleskop soczewkowy, czyli refraktor, o średnicy obiektywu 80 mm i ogniskowej 1200 mm. Maksymalne stosowane tu powiększenie wynosi 125, a zasięg wizualny teleskopu 11m. Obydwa teleskopy mają montaż paralaktyczny z mechanizmem zegarowym i wyposażone są w filtr i ekran słoneczny. W bezchmurny dzień można więc zobaczyć plamy na Słońcu. Wieczorami natomiast wykonuje się tu obserwacje aktualnie widocznych ciał niebieskich.